# 式守錦之助 (7代)
7代 式守 錦之助（ななだい しきもり きんのすけ、1926年12月7日 - 1995年6月18日）は、大相撲の元三役格行司である。本名は浦本守。

## 概要
1926年北海道に生まれる。父は旭川市会議員。幼い頃から相撲好きで、声に自信があったので当初は呼出になろうと思い、1941年7月旭川市での巡業がきっかけで浦風部屋に入門。しかし、人の勧めで間もなく行司へと転向する。師匠は5代式守勘太夫（6代鏡山勘太夫）。1943年1月式守守の名で初土俵、その後何度か改名している。1958年7月場所で十両格に昇格。1962年1月場所に7代式守錦之助を襲名。伊勢ヶ濱部屋に移籍し1974年1月場所で幕内格に昇格。1990年1月場所、63歳で三役格昇格。貴花田対寺尾戦などを裁いた。
入門した年齢が当時としては遅く、上位に同年代の行司が多く在籍していた為に上位が詰まっていた影響もあり出世が遅くなり、三役格を12場所務めた1991年11月場所限りで停年退職。実に30年の長期にわたり錦之助を名乗り、式守錦之助の名跡では唯一三役格行司に昇格した。また、最後の大正生まれの相撲協会員でもあり、彼の停年退職により大正生まれの相撲協会員は全て退職している。
1995年6月18日、肝臓癌により死去。68歳没。

## 履歴
- 1943年1月 - 初土俵・式守守
- 1958年7月 - 十両格に昇格
- 1962年1月 - 7代式守錦之助を襲名
- 1974年1月  - 幕内格に昇格
- 1990年1月  - 三役格に昇格
- 1991年11月 - 停年退職

＊初土俵から錦之助襲名までの間、何度か改名している。改名歴は、式守守→盛之助→護→守→葵→真毛留→十二郎→7代錦之助。

## その他
- 1988年（昭和63年）5月場所初日、3回の取り直しの後、4回目で決着のついた霧島対水戸泉戦を裁いた。
- 三役格時代は貴花田や曙の取組を多く裁いた。
- 独特のダミ声で知られた。声量はなかったが動きがよく、逃げ足が速かった。また裁きが正確で団扇揚げも俊敏であり、昭和末期から平成初期の土俵を盛り上げた。